# Charl Pretorius
Charl Pretorius (* 19. Februar 1997 in Pretoria, Südafrika) ist ein ehemaliger südafrikanischer Eishockeytorwart, der zuletzt bis 2019 für die Mannschaft des Elmira Colleges in der Division III der National Collegiate Athletic Association spielte.

## Karriere
Charl Pretorius begann seine Karriere bei den Pretoria Warriors aus seiner Geburtsstadt, für die er erstmals in der Saison 2012 in der Gauteng Province Ice Hockey League, einer der regionalen Eishockeyligen in Südafrika, deren Meister am Saisonende den südafrikanischen Landesmeister ausspielen, im Tor stand. Anschließend zog es ihn in die Vereinigten Staaten, wo er nach drei Jahren in der Northwood School von 2015 bis 2019 für die Mannschaft des Elmira Colleges in der Division III der National Collegiate Athletic Association spielte. Anschließend beendete er seine Karriere.

### International
Im Juniorenbereich stand Pretorius bei den U18-Weltmeisterschaften der Division III 2012, 2013, als er die beste Fangquote des Turniers aufwies, 2014, als er mit der erneut besten Fangquote und dem geringsten Gegentorschnitt zum besten Torhüter des Turniers gewählt wurde und maßgeblich zum Aufstieg der Südafrikaner aus der B- in die A-Gruppe beitrug, und 2015, als er als erneut bester Torhüter jedoch den sofortigen Wiederabstieg nicht verhindern konnte, im Tor. Außerdem spielte er bei der U20-Weltmeisterschaft 2014 ebenfalls in der Division III für Südafrika.
Für die Herren-Auswahl spielte er bei den Weltmeisterschaften der Division III 2016, 2017, 2018, als er mit der zweitbesten Fangquote nach dem Türken Muhammed Karagül als bester Torhüter des Turniers ausgezeichnet wurde, und 2019.

## Erfolge und Auszeichnungen
- 2013 Beste Fangquote bei der U18-Weltmeisterschaft der Division III, Gruppe B
- 2014 Aufstieg in die Division III, Gruppe A, bei der U18-Weltmeisterschaft der Division III, Gruppe B
- 2014 Bester Torhüter, beste Fangquote und geringster Gegentorschnitt bei der U18-Weltmeisterschaft der Division III, Gruppe B
- 2015 Bester Torhüter bei der U18-Weltmeisterschaft der Division III, Gruppe A
- 2018 Bester Torhüter bei der Weltmeisterschaft der Division III